# Eischwer
Der Begriff eischwer wird als Gewichts-/Massenangabe vor allem in der Kuchenbäckerei benutzt und bezeichnet die Masse eines Eis einschließlich Schale, etwa 50 g. „1 Eischwer“ ist jedoch keine fest definierte Masse, sondern bezeichnet die durchschnittliche Masse eines der für die jeweilige Zubereitung verwendeten Eier.
Eier dienen im Teig als Lockerungs- und Triebmittel. Soll der Teig eine möglichst genau gleichbleibende Qualität haben, ist es notwendig, die Gewichte der anderen Zutaten auf das Gewicht des verwendeten Eis zu beziehen, damit die Mengenverhältnisse unabhängig von der Größe der Eier sind. Dies ist zum Beispiel bei Biskuitteig wichtig, der eine besonders leichte und duftige Qualität haben soll.
Als Balkenwaagen mit Gewichtssatz noch verbreitet waren, war die Wägung von Mengen in eischwer sehr einfach; man legte die entsprechende Anzahl Eier in die eine Waagschale und von der im Rezept angegebenen Zutat in die andere Waagschale, bis die Waage im Gleichgewicht war. Nachdem mittlerweile Balkenwaagen in der Küche aus der Mode kamen und durch andere spezielle Küchenwaagen ersetzt wurden, muss man erst die verwendeten Eier wiegen und auf dieser Grundlage das Gewicht der anderen Zutaten berechnen.